# Бънкрана
Бънкрана (на английски: Buncrana; на ирландски: Bun Cranncha) е град в северната част на Ирландия, графство Донигал на провинция Ълстър. Разположен е на полуостров Инишоуен по източния бряг на езерото Лох Суили на 10 km от границата със Северна Ирландия и на около 35 km на север от административния център на графствово Лифорд. Имал е жп гара от 9 септември 1864 г. до 10 август 1953 г. Населението му е 3411, а с прилежащите му околности 5911 жители от преброяването през 2006 г. 

## Спорт
Футболният отбор на града се носи името ФК Бънкрана Хартс.

## Побратимени градове
- Кампбълсвил, Кентъки, САЩ